# Юарт-Микс
Юа́рт-Микс (фр. Uhart-Mixe) — коммуна во Франции, находится в регионе Аквитания. Департамент — Атлантические Пиренеи. Входит в состав кантона Пеи-де-Бидаш, Амикюз и Остибар. Округ коммуны — Байонна.
Код INSEE коммуны — 64539.

## География
Коммуна расположена приблизительно в 680 км к юго-западу от Парижа, в 180 км южнее Бордо, в 55 км к западу от По.
По территории коммуны протекает река Бидуз.

### Климат
Климат тёплый океанический. Зима мягкая, средняя температура января — от +5°С до +13°С, температуры ниже −10 °C бывают редко. Снег выпадает около 15 дней в году с ноября по апрель. Максимальная температура летом порядка 20-30 °C, выше 35 °C бывает очень редко. Количество осадков высокое, порядка 1100 мм в год. Характерна безветренная погода, сильные ветры очень редки.

## Население
Население коммуны на 2010 год составляло 223 человека.
| 1962 | 1968 | 1975 | 1982 | 1990 | 1999 | 2010 |
| ---- | ---- | ---- | ---- | ---- | ---- | ---- |
| 210  | 214  | 205  | 209  | 202  | 205  | 223  |

## Администрация
| Период | Период | Фамилия           | Партия        | Примечания |
| ------ | ------ | ----------------- | ------------- | ---------- |
| 1983   | 1995   | Анри Пошелю       | Разные правые |            |
| 1995   | 2001   | Роза-Мари Пушулу  |               |            |
| 2001   | 2014   | Мари-Пьер Итюрбид |               |            |
| 2014   | 2020   | Жан-Пьер Лафарг   |               |            |

## Экономика
В 2010 году среди 148 человек трудоспособного возраста (15-64 лет) 106 были экономически активными, 42 — неактивными (показатель активности — 71,6 %, в 1999 году было 71,2 %). Из 106 активных жителей работали 103 человека (53 мужчины и 50 женщин), безработных было 3 (3 мужчин и 0 женщин). Среди 42 неактивных 11 человек были учениками или студентами, 18 — пенсионерами, 13 были неактивными по другим причинам.

## Достопримечательности
- Церковь Св. Петра (1893 год)[8]
- Замок Юарт-Микс (XVI век). Исторический памятник с 1996 года[9]

## Фотогалерея
- Юарт-Микс
- Церковь Св. Петра
- Мэрия
- Школа